# Tributealbum
Ein Tributealbum ist ein Musikalbum, das ausschließlich Coverversionen von Titeln eines bestimmten Musikers enthält und in der Regel ausschließlich von anderen Musikern eingespielt wurde.

## Hintergrund
Mit der Einspielung eines Tributealbums drücken die beteiligten Personen ihre Anerkennung (englisch tribute) gegenüber dem ursprünglichen Interpreten aus. Bedingt durch dieses gesonderte Verhältnis zwischen Urheber und Interpret, das von einer eigennützigen Vermarktung eher absehen lässt, werden die mit einem Tributealbum erzielten Verkaufserlöse häufig für wohltätige Zwecke gespendet.
Die Einführung des Konzepts wird dem Musikproduzenten Hal Willner zugeschrieben, der 1981 zu Ehren des verstorbenen Filmmusik-Komponisten Nino Rota die LP Amarcord Nino Rota konzipierte. Im Anschluss entstanden unter seiner Leitung Tribute an Thelonious Monk, Disney-Cartoons, Kurt Weill, Charles Mingus und Harold Arlen.

## Besondere Tributealben
Einige Alben warten mit Besonderheiten auf, die entweder konzeptioneller Art sind oder sich auf die Motivation für die Veröffentlichung beziehen:
- Alben, die in einem speziellen, gegenüber dem Original deutlich veränderten Stil gehalten sind. Darunter Is It Rolling Bob?: A Reggae Tribute to Bob Dylan und Goth Oddity 2000: A Tribute to David Bowie.
- Alben, die entgegen der Regel, mehrere Künstler zu beteiligen, nur von einem einzigen Interpreten eingespielt wurden. Great Zeppelin, das Tribute von Great White an Led Zeppelin, oder Wicked Grin, eine Sammlung von Tom-Waits-Songs dargeboten von John P. Hammond, sind Beispiele dafür.
- Alben, die aus einer kompletten Neuinterpretation eines auf diese Weise gewürdigten Albums bestehen. So geschehen im Fall von Legacy: A Tribute to Fleetwood Mac’s Rumours und Dub Side of the Moon zu Ehren von Pink Floyd und ihrer LP The Dark Side of the Moon.
- Alben, bei denen die Songtexte des Originals in eine andere Sprache übersetzt wurden, wie bei Tributo a The Cure – Porque no puedo ser tu und Tributo a Queen: Los grandes del rock en Español.
- Alben, die in der Absicht veröffentlicht wurden, den vorgestellten Musiker bekannter zu machen. Zu nennen wären hier Where the Pyramid Meets the Eye zu Ehren von Roky Erickson, der in Musikerkreisen zwar geschätzt wird, aber darüber hinaus kaum Erfolg hatte, oder das Doppelalbum Orphans of God als Tribute an den Singer-Songwriter Mark Heard.